# Schakelobject 3
Schakelobject 3 is een kunstwerk in Amsterdam-Zuid.
Het beeld is een creatie van De Boer Lichtveld (Frans de Boer, 1942-2016, en Marja de Boer Lichtveld, 1941) uit 1977. Het is opgebouwd uit roestvaststaal en perspex waarvan de delen door bouten aan elkaar werden gezet. Er zijn negen blokken in de vorm van ruitvormige kubussen. De eigenaar van het object kan de onderlinge delen steeds verplaatsen zodat elke keer een ander kunstobject ontstaat. In de versie die in het Gijsbrecht van Aemstelpark staat, dragen twee zuilen van drie kubussen de overige drie. Tussen de zuilblokken zitten schijven van perspex.
Een werk met dezelfde titel (volgnummer 4) bevindt zich in Amstelveen (straat Maritsa).